# Gorodiszcze (sielsowiet koziński)
Gorodiszcze (ros. Городище) – wieś (ros. деревня, trb. dieriewnia) w zachodniej Rosji, w sielsowiecie kozińskim rejonu rylskiego w obwodzie kurskim.

## Geografia
Miejscowość położona jest nad rzeką Obiesta, 3 km od centrum administracyjnego sielsowietu kozińskiego (Kozino), 36 km od centrum administracyjnego rejonu (Rylsk), 140 km od Kurska.

## Demografia
W 2010 r. miejscowość zamieszkiwało 155 osób.